# Meridiano 19 oeste
El meridiano 19° oeste de Greenwich es una línea  de longitud que se extiende desde el Polo norte a través del Océano Ártico, Groenlandia, Islandia, el Océano Atlántico, el Océano Antártico, hasta la Antártida y el Polo sur.
El Meridiano 19 oeste forma un gran círculo con el meridiano 161 este.

## De Polo a Polo
Comenzando desde el Polo Norte y en dirección hacia el Polo Sur, el meridiano 19 oeste pasa a través de:
| Co-ordinates                      | País, territorio o mar | Notas                                                                                             |
| --------------------------------- | ---------------------- | ------------------------------------------------------------------------------------------------- |
| 90°0′N 19°0′O / 90.000, -19.000   | Océano Ártico          |                                                                                                   |
| 82°1′N 19°0′O / 82.017, -19.000   |                        | Continental y varias islas, incluyendo la Isla Prinsesse Thyra, Store Koldewey, y la Isla Shannon |
| 74°28′N 19°0′O / 74.467, -19.000  | Océano Atlántico       | Mar de Groenlandia                                                                                |
| 66°11′N 19°0′O / 66.183, -19.000  |                        |                                                                                                   |
| 63°25′N 19°0′O / 63.417, -19.000  | Océano Atlántico       |                                                                                                   |
| 60°0′S 19°0′O / -60.000, -19.000  | Océano Antártico       |                                                                                                   |
| 72°38′S 19°0′O / -72.633, -19.000 | Antártida              | Tierra de la Reina Maud, reclamada por                                                            |